# 11365 NASA
أن أي أس أي (ويعرف أيضًا باسم 11365 أن أي أس أي وفق تسمية الكوكب الصغير) (بالإنجليزية: NASA)‏ هو كويكب ضمن حزام الكويكبات؛ وترتيبه 11365 من حيث الاكتشاف.
اكتُشف هذا الجُرم الفلكي بواسطة جون بروفتون في 23 مارس 1998.

## وصلات خارجية
- 11365 NASA في قاعدة بيانات مختبر الدفع النفاث لأجرام النظام الشمسي الصغيرة

- الاكتشاف · مخطط المدار ·  العناصر المدارية · المعلمات المادية

- 11365 NASA على موقع ويكي سكاي: DSS2, SDSS, GALEX, IRAS, Hydrogen α, X-Ray, Astrophoto, Sky Map, Articles and images